# Andreas Stolpe
Andreas Petri Stolpe, verksam cirka 1536–1542, var en svensk präst. Han var Piteå församlings första lutherske kyrkoherde efter reformationen.

## Biografi
Andreas Petri Stolpe hade sannolikt studerat i Tyskland och där tagit intryck av reformationen och Martin Luthers lärosatser. I augusti 1536 utfärdade kung Gustav Vasa ett kollationsbrev för honom att tillträda som kyrkoherde i Piteå prästgäll, vilket han troligen också gjorde samma år. I ett brev från ärkebiskop Laurentius Petri Nericius till honom år 1538 benämns han som Anders Stolpe. Eftersom hans närmaste efterträdare bar samma förnamn, är det i nuläget svårt att med säkerhet skilja deras respektive ämbetsperioder åt. Det är dock troligt att Andreas Stolpe kvarstod som kyrkoherde i Piteå under några år in på 1540-talet.